# Korrelatentheorie
Die Korrelatentheorie war eine rechtswissenschaftliche Theorie, die zur Zeit der Weimarer Republik vertreten wurde. Sie diente dazu, die Verfassungsmäßigkeit einer staatlichen Rechtsaufsicht über öffentlich-rechtliche Religions- und Weltanschauungsgemeinschaften zu begründen. Die Korrelatentheorie und mit ihr die staatliche Rechtsaufsicht wird heute ganz überwiegend als Verstoß gegen das Verfassungsgebot der Trennung von Staat und Kirche abgelehnt.

## Geschichtlicher Hintergrund
Im Zuge der Reformation kam es in Deutschland zur Einsetzung der evangelischen Landesfürsten als Notbischöfe. Dieses Landesherrliche Kirchenregiment führte in den evangelischen Landeskirchen zu einer Fremdbestimmung durch den Staat: Der Landesfürst übte als Landesbischof „seiner“ Kirche die iura in sacra, also die innerkirchlichen Leitungsrechte, aus.
Die römisch-katholischen Bistümer hatten zwar 1803 mit der Säkularisation durch den Reichsdeputationshauptschluss formal keine Verbindung mehr zum Staat. Durch exzessive Anwendung der iura circa sacra, also der äußeren staatlichen Aufsicht des Landesfürsten, waren aber auch die katholischen Bistümer im Ergebnis ähnlich staatlich bestimmt wie die evangelischen Landeskirchen (vgl. zur Entwicklung des deutschen Staatskirchenrechts auch dort).

## Regelungen der Weimarer Reichsverfassung
Mit Inkrafttreten der Weimarer Reichsverfassung (WRV) stellte sich 1919 die Frage nach der Verfassungsmäßigkeit der zahlreichen fortgeltenden Rechtsnormen, die die Religionsgemeinschaften in ihrer Unabhängigkeit einschränkten. Nach Ende des Landesherrlichen Kirchenregiments wurden sogar neue Regelungen dieser Art erlassen.
In Art. 137 Abs. 1 bestimmte die Verfassung „Es besteht keine Staatskirche.“ (Trennung von Staat und Kirche), in Abs. 3 „Jede Religionsgesellschaft ordnet und verwaltet ihre Angelegenheiten selbständig innerhalb der Schranken des für alle geltenden Gesetzes.“ (Kirchliches Selbstbestimmungsrecht). Diese Artikel gelten nach Art. 140 des Grundgesetzes auch heute noch als vollwertiger Teil der Verfassung fort.

## Gang der Argumentation
Die Korrelatentheorie versuchte in dieser Situation zu begründen, warum staatliche Aufsicht über öffentlich-rechtliche Religionsgemeinschaften kein Verstoß gegen das Trennungsprinzip und das Selbstbestimmungsrecht sei.
Dazu griff sie auf Art. 137 Abs. 5 WRV zurück: „Die Religionsgesellschaften bleiben Körperschaften des öffentlichen Rechtes soweit sie solche bisher waren.“ Mit diesem besonderen öffentlich-rechtlichen Status, dem sog. „Körperschaftsstatus“, korreliere eine staatliche Rechtsaufsicht über die Religionsgemeinschaft.
Damit zieht die Korrelatentheorie eine Parallele zur Rechtsaufsicht über Selbstverwaltungskörperschaften. Dort ist nämlich anerkannt, dass der Staat die Gesetzesbindung der Verwaltung (Vorrang des Gesetzes) nicht dadurch umgehen darf, dass er rechtlich selbständige Körperschaften zur Ausübung staatlicher Hoheitsgewalt errichtet. Tut er dies, wie es vielfach geschieht (Gemeinden, Landkreise, Kammern), so muss er dafür Sorge tragen, dass die Selbstverwaltungskörperschaften ihrerseits die geltenden Gesetze einhalten. Das geschieht durch das Institut der Rechtsaufsicht.

## Verfassungswidrigkeit der Theorie
Die Gleichsetzung staatlicher Selbstverwaltungskörperschaften mit Religionsgemeinschaften trug aber der geänderten Verfassungslage nicht Rechnung. Insbesondere ist sie auch heute mit dem Grundgesetz nicht zu vereinbaren. Denn die Religionsgemeinschaften werden durch Erwerb des Körperschaftsstatus eben gerade nicht Teil der staatlichen Verwaltung, auch nicht der staatlichen Selbstverwaltung. Das nämlich wäre ein Verstoß gegen den Grundsatz der Trennung von Staat und Kirche. Auch die öffentlich-rechtlichen Religionsgemeinschaften sind vielmehr Teil der Gesellschaft und können sich wie andere gesellschaftliche Organisationen auf Grundrechte berufen, sind also grundrechtsberechtigt und nicht wie der Staat Adressat der Grundrechte. Deshalb ist ihr Selbstbestimmungsrecht auch kein Selbstverwaltungsrecht, der Körperschaftsstatus ein solcher eigener Art („sui generis“).
Schließlich gilt auch die Gesetzesbindung nach Art. 20 Abs. 3 GG nicht für Religionsgemeinschaften, sodass diese auch gar nicht durch Rechtsaufsicht gesichert werden könnte: „Die Gesetzgebung ist an die verfassungsmäßige Ordnung, die vollziehende Gewalt und die Rechtsprechung sind an Gesetz und Recht gebunden.“ - Religionsgemeinschaften als nichtstaatliche Organisationen sind hier nicht erwähnt. Dies bedeutet keineswegs, Religionsgemeinschaften müssten sich nicht an Gesetze halten. Sie sind im Gegenteil wie alle anderen Bürger oder deren Vereinigungen den Sanktionen unterworfen, die die Rechtsordnung für den Fall der Rechtsverletzung vorsieht. Eine Gesetzesbindung um ihrer selbst willen, wie sie dem Staat in Art. 20 Abs. 3 GG aufgegeben ist, ist aber damit nicht verbunden. Ebenso wenig wie bei anderen gesellschaftlichen Gruppen kann es daher eine Rechtsaufsicht über sie geben.
Die Korrelatentheorie scheiterte folglich an einer im Ansatz verfehlten Gleichsetzung der nichtstaatlichen Religionsgemeinschaften mit staatlichen Selbstverwaltungskörperschaften; Ursache war die Verkennung des speziellen Körperschaftsstatus und des Wesens des Selbstbestimmungsrechts.